# Shuriken School
Pour les articles homonymes, voir Shuriken (homonymie).
Shuriken School est une série télévisée d'animation franco-espagnole en 26 épisodes de 26 minutes, créée par les frères Emilio et Jesùs Gallego, coproduite par les studios français Xilam et la société espagnole Zinkia Entertainment (en). La série était à l'origine divisée en 5 petites animations faites sous Adobe Flash au début des années 2000. En 2006, Jetix Europe acquiert les droits de diffusion et de distribution de la série. En France, la série est initialement diffusée entre le 3 juillet 2006 et le 18 novembre 2007 sur France 3. En 2008 sur Gulli

## Synopsis
L'action prend place dans la ville fictive de Tokirohama, un mélange de cultures européenne et asiatique, dans laquelle s'inscrit une école de ninjas, nommée Shuriken School, rivale d'une autre école de ninjas baptisée Katana. La série raconte les aventures d'Eizan, 10 ans, enfant ambitieux, rempli d'espoir et de rêves, accompagné de ses deux amis Okuni et Jimmy. Les trois protagonistes défendent leur école face aux différents problèmes que celle-ci rencontre. Pour ce faire, ils apprennent diverses techniques et tactiques, et mettent au point de nouvelles armes avec les moyens du bord pour, par exemple, se fondre dans les murs, disparaître dans un nuage de fumée et voler par-dessus les toits,. Au fil des épisodes, des camarades de leur école accompagnent les protagonistes dans leur apprentissage, du sumo au plongeur en passant par le moine à la crête iroquoise.
Chaque épisode traite du thème de l'amitié, de la loyauté et du travail d'équipe.

## Production
Shuriken School était à la base une série de 5 petites animations faites sous Adobe Flash par les frères Emilio et Jesùs Gallegos dans les années 2000. Deux ans plus tard, en 2002, la société de production espagnole Zinkia Entertainment et le studio d'animation français Xilam acquièrent les droits de la série pour la porter au format télévisuel,. Ces cinq animations introduiront le design ainsi que la majorité des personnages ensuite intégrés à la série. Ils s'intituleront par ordre chronologique : Pruebas de seleccion (Tests de sélection), La primera clase (Le premier cours), La leyenda de Koji Murasaki (La Légende de Koji Murasaki), Katana School (L'école Katana), et Clase al aire libre (Classe en plein air). Dans son animation, Shuriken School est un mélange d'animations européenne et japonaise avec un usage en numérique 2D.
Jetix Europe obtiendra les droits de diffusions télévisées par le biais de ses chaînes pour l'Europe, le Moyen-Orient et l'Amérique latine, tout en travaillant étroitement avec les créateurs de la série. Les droits de distribution seront partagés avec Zinkia pour l'Espagne, le Portugal, l'Italie et l'Amérique du Sud, et Xilam pour le reste du monde. Marc du Pontavice, président de Xilam, ajoute que son équipe est fière de voir la confiance que porte Jetix Europe dans ce projet. En 2005, la chaîne américaine Nickelodeon prévoyait déjà l'acquisition exclusive des droits de la série à Xilam.
En France, la série est diffusée pour la première fois le 21 juin 2006 sur France 3. La chaine annonce par la suite une autre diffusion de la série pour le 3 juillet 2006 comme partie intégrante de sa nouvelle émission baptisée Toowam à 8 h 25. Selon la chaîne, Shuriken School est parvenue à faire 32,4 % de part du marché chez les 4-10 ans, et 52,8 % chez les 11-14 ans pendant l'été 2006.
En 2007, plusieurs licences françaises se mettent à sortir de nombreux produits dérivés tels que des cartables et des coques pour téléphones portables. Citel annoncera la sortie en DVD de 26 épisodes DTV de 75 minutes d'ici le printemps 2007. Côté livres, Hachette Jeunesse annonce 15 000 exemplaires courant avril 2008. La société FOPEM annonce des pyjamas courant l'été 2007.

## Fiche technique
- Titre : Shuriken School
- Création : Emilio Gallego et Jesùs Gallego
- Réalisation : Pascal Morelli
- Direction artistique : Emilio Gallego et Jesùs Gallego
- Décors : Gaëlle Tremolières
- Musique : Hervé Lavandier
- Montage : Benoît Humbert
- Production : Marc du Pontavice et José Maria Castillejo
  - Production associée : Patrick Malka, Edward Galton et Maria Doolan
  - Production déléguée : Marc du Pontavice
  - Production exécutive : Pilar Menor
- Sociétés de production : Xilam et Zinkia Entertainment
- Pays d'origine :  France et  Espagne
- Genre : Série d'animation, aventure, comédie
- Durée : 26 minutes

## Épisodes

### Saison 1
1. Un voleur à dormir debout
2. La Furie des tongs
3. Le Passé de Vlad
4. La Photo de classe
5. Ninja gagnant
6. Maudit labyrinthe
7. L'Ombre d'Eizan
8. Un trop gros mensonge
9. Le Secret de Kubo
10. Le Démon
11. Ras le pompon !
12. Super ninja
13. Ninja pour toujours

### Saison 2
1. Le Vieux Maître
2. Le Chef de classe
3. Drôle de poussin
4. Le Trésor perdu
5. Le Fantôme du Kabuki
6. Le Sabre et son ombre
7. Les Secrets de Shuriken
8. La Grande Illusion
9. Pop star d'un jour
10. Le Maître des ténèbres
11. Détective-mania
12. Les Yeux fermés
13. Drôles de boulettes

## Diffusion internationale
En Italie, la série a été diffusée sur Mediaset en automne 2006. Aux États-Unis, la série est également diffusée le 20 août 2006 sur la chaîne Nickelodeon.
Au Canada, la série était diffusée par YTV, et Disney et Jetix pour l'Europe, le Moyen-Orient et l'Asie dans 90 pays au total.

## Personnages

### Elèves de Shuriken
- Eizan Kaburagi : un garçon de dix ans et le meilleur élève de l'école. Ses meilleurs amis sont Jimmy et Okuni. Eizan est le leader du groupe et il préfère souvent régler les problèmes à sa manière. Il est issu d'une famille ouvrière excellant dans l'art de la confection des boulettes de riz depuis plusieurs générations. Mais lui répugne à cette spécialité et souhaite s'émanciper de cette filiation sociale en devenant ninja. D'un naturel très généreux et même quelquefois naïf, Eizan est aussi très patient, par exemple, dans l'épisode L'Ombre d'Eizan, le principal lui confie la garde d'un jeune héritier très bavard, détestable et peu supportable. Son ennemi juré est Naginata, le leader des élèves de l'école Katana, école rivale de Shuriken et les deux sont amenés à s'affronter à plusieurs reprises. Si l'on en croit le test du journal Mini-Mimette d'Amy dans l'épisode Le Sabre et son ombre, Eizan serait amoureux d'Okuni.

- Okuni Dohan : une fille aux cheveux châtain clair de dix ans toujours coiffée de couettes basses. Ses meilleurs amis sont Jimmy et Eizan. Elle est très cultivée et adore passer son temps à la bibliothèque. C'est une théoricienne qui tire ses talents de sa faculté d'analyse et de calcul. Okuni est une fille émotive et se rend parfois malade en raison de son caractère. Okuni se sent parfois incomprise au fur et à mesure des explications qu'elle donne suivant les situations dans la série.

- Jimmy B. : un garçon de onze ans qui vient d'une famille riche vivant à New York. Il adore le skateboard, les nouvelles technologies et le break-dance. Il a été intégré à l'école Katana (les rivaux de Shuriken) mais a été renvoyé au bout d'une semaine. Ses meilleurs amis sont Eizan et Okuni. Il adore jouer le pitre et se vante souvent. Au fur et à mesure des épisodes, il changera de comportement grâce à Okuni. Il possède une bonne condition et est constamment actif même s'il a du mal à se réveiller le matin. Comme Amy, Jimmy lit le journal Mini-Mimette (Le Sabre et son ombre).

- Amy Saeki : une fille blonde de dix ans, elle est coiffée d'un nœud rouge et elle est très superficielle. Daisuke est notoirement amoureux d'elle. Amy est souvent jalouse d'Okuni, à cause de sa débrouillardise mais elles ne se détestent pas totalement car dans les épisodes Ninja pour toujours et Le sabre et son ombre, on remarque une certaine complicité entre elles. Elle est prête à tricher pour obtenir ce qu'elle veut. Dans l'épisode Le Chef de classe, elle rivalisait avec Okuni pour influencer les élèves à élire leur chef de classe. Elle a donc envoyé Yota et Tetsuo pour espionner sa concurrente et faire en sorte d'être élue.

- Daisuke Togakame : un garçon aux cheveux noirs toujours habillé de blanc. Il est follement amoureux d'Amy. Il dort avec un petit bonnet de nuit pour ne pas être décoiffé. Peureux, dragueur et baratineur, il ne tient jamais ses promesses. Par exemple, dans l'épisode La Photo de classe, il rencontre deux jeunes filles et prétend être capable de se transformer en dragon.

- Nobunaga : un garçon aux cheveux noirs à l'apparence d'un sumo, toujours vêtu d'un mawashi. Il est extrêmement gourmand et semble apparemment plus apprécier la nourriture que l'art d'être un ninja. Dans l'épisode La Photo de classe, Nobunaga devait se cacher, comme ses camarades ninjas, pour éviter d'apparaître sur la photo de classe, mais celui-ci n'y arrivait pas. Son point fort est sa force physique très développée (dont il fait la démonstration dans l'épisode Le Maître des ténèbres en arrachant un verrou d'une porte en bois sans trop forcer).

- Marcos Gonzalez : un garçon brun toujours habillé d'une tenue noire et qui porte toujours des lunettes noires. D'origine mexicaine, il a peur des « Trois Saints », un groupe de catcheurs très populaire dans son pays. Dans l'épisode Un trop gros mensonge, Marcos a entendu les « Trois Saints » discuter sur un port de pêche. Il a pensé qu'il s'agissait d'un acte criminel, et depuis il croit que ce groupe le cherche pour le faire taire.

- Jacques Morimura : un garçon brun toujours habillé d'une combinaison d'homme-grenouille. C'est un expert de la natation, de la plongée sous-marine et de l'apnée, beaucoup plus à l'aise dans l'eau que sur terre. Il a un fort accent marseillais suggérant des origines du sud de la France.

- Pig : un petit cochon fan de musique, de déguisements et de mimes. Dans la série, il ne prononce jamais le moindre mot, mais il communique souvent avec des pancartes suivant ce qu'il ressent. Dans le film, on apprend qu'une de ses ancêtres fut changée en cochon par un sorcier de Katana.

- Choki : un garçon bouddhiste aux cheveux noirs toujours habillé d'une toge jaune. Il passe la plupart de son temps à dormir. Il lévite en permanence, raison pour laquelle il est souvent attaché par une corde lorsqu'il dort.

- Tetsuo Matsura : élève en deuxième année. Il est prétentieux et croit tout savoir sous prétexte d'être plus cultivé que les premières années. Il déteste Eizan plus que tout et entretient une rivalité avec lui.

- Yota Sugimura : élève en deuxième année. Il est petit et se plante très facilement dans les arts martiaux. Il colle sans cesse Tetsuo peu importe ce qu'il fait.

### Personnel de Shuriken
- Kita Shunaï : une jeune femme aux cheveux noirs. Elle enseigne les « katas » et le « ninjitsu » aux élèves de première année. Kubo est amoureux d'elle.

- Kubo Utamaro : professeur de théorie, il possède une diction hypnotisante qui endort tous ses élèves par le seul pouvoir des mots. Dans les épisodes, on découvre qu'il est amoureux de Kita et tenterait tout pour la séduire. Kubo est aussi inventif pour perfectionner l'entraînement des apprentis ninjas : par exemple, dans l'épisode La Grande Illusion, il invente une machine déformant les gens à l'aide de fumée. Il a une sœur experte en arts martiaux qui travaillait pour Katana avant d'avoir son propre dojo. C'est un pratiquant d'art martiaux extrêmement doué et compétent.

- Vladimir Keitawa : géant russe, incroyablement fort et précis mais très sensible et souvent nostalgique. Comme Kita, il a la charge de l'enseignement pratique. Il se distingue dans le combat en face-à-face et excelle en saut et en escalade. C'est un grand amateur de bortsch, le plat de son enfance. Il a également la phobie des examens, comme on peut le voir dans l'épisode Le Passé de Vlad au terme duquel il obtient son diplôme d'enseignement.

- Le principal Sensei : un homme sage, d'une grande valeur. Il connaît tous ses étudiants et se tient au courant de leurs progrès. De très petite taille, il est très avare et s'occupe financièrement de l'école.

- Zumikito : jardinier et ancien élève de Shuriken. Il adore parler du bon vieux temps, qu'il n'hésite pas à enjoliver ou à romancer, et apprécie beaucoup Eizan.

- La femme de ménage : femme d'un certain âge, qui passe son temps à nettoyer l'école et met beaucoup de cœur à l'ouvrage. Dans l'épisode Le Démon, elle se transforme en spectre dévastateur et terriblement salissant car elle ne peut plus travailler, faute de produit d'entretien. À l'instar d'un lycanthrope, elle se change en créature infernale semant l'ordure sur son passage lorsqu'elle est privée de sa tâche.

### L'école Katana
L'école Katana réunit les ennemis jurés de Shuriken School. Quoique très reconnus pour la qualité de leur formation, ils sont méchants, violents et sexistes. Le principal est un colosse masqué avec pour seul ami Piou-Piou, un poussin monstrueusement dangereux. Parmi les élèves de Katana, il y a Naginata, le rival machiavélique d'Eizan et le seul pouvant s'adresser au principal, Bruce Chang, qui parodie les mauvais films d'action, Doku, le géant silencieux, et les jumeaux Kimura, qui détestent les filles, en particulier Okuni.
- Naginata : un élève de l'école rivale de Shuriken, Katana. Il est égoïste, diabolique et tordu, qui maîtrise l'art de la supercherie comme personne d'autre, n'utilisant son ninjutsu que pour la cause du malheur des autres. Lui et son groupe aident le principal de Katana et trichent généralement dans les batailles, où il perd. Il a une rivalité intense avec Eizan, ayant perdu contre lui dans l'épisode Le ninja gagnant.

- Bruce Chang : un étudiant de Katana et l'un des fidèles disciples de Naginata, Bruce aime se battre. Il a un mauvais caractère et est très bavard, ce qui, par coïncidence, met le groupe en difficulté. Il a une rivalité avec Jimmy. Il est un combattant courageux mais est très imprudent, sautant généralement dans une bataille sans une seconde pensée. Il dort avec un ours en peluche.

- Les jumeaux Kimura : élèves de Katana et adeptes de Naginata, ils sont sournois et collectent généralement des informations pour Naginata. Ils agissent dur lorsqu'ils sont ensemble mais lorsqu'ils sont séparés, ils s'affaiblissent. Ils sont également dépendants l’un de l’autre. Ils sont aussi sexistes, ce qui les fait détester le plus Okuni.

- Doku : un autre des adeptes de Naginata, Doku est grand et facilement déjoué. Sa mère lui apporte son déjeuner tous les jours.
- Principal de Katana : tout le monde semble le craindre. Son visage est toujours couvert par une ombre inquiétante. Naginata et son groupe l'aident pour gagner sa faveur, et il méprise clairement Shuriken et ses étudiants.

### Autres personnages
- Akita : une ancienne amie de Jimmy, elle aide beaucoup les héros.

- Kazumi : fils d'un père très fortuné qui met son fils à Shuriken pendant un épisode. Il apprécie beaucoup Eizan, mais plus tard, il a arrêté. Il est aussi très gâté et bavard, il n'arrête pas de parler, ce qui dérange les autres, y compris Eizan.

- Bakufu : un célèbre maître ninja qui apparaît dans l'épisode Un voleur à dormir debout pour proposer d'enseigner son art aux élèves de Shuriken. Il porte des chaussettes en fil d'or.
- Tokiro : le frère de Bumpo. Il disparut dans une île en laissant ses tongs.

- Bumpo : le frère de Tokiro. Il utilisa les tongs de Tokiro pour combattre des requins prêts à le dévorer. Il décida de bâtir une longue cité en mémoire de son frère et l'appela Tokirohama.
- L'inspecteur : Il apparaît dans l'épisode Maudit labyrinthe pour inspecter l'école de Shuriken.

- Le père d'Eizan : Il fait beaucoup de boulettes de riz qui sont très gluantes.

- M. No : il est le principal fournisseur d'équipements pour les écoles ninjas.

- Le mystérieux ninja : Ce personnage apparaît dans l'épisode Le passé de Vlad pour annoncer à ce dernier qu'il a raté son examen « Évasion pour ninjas confirmés ».

- Torrence : une pom-pom girl américaine qui finit par devenir une « ninja d'honoraire » car elle fera fuir Naginata avec Keyssie et Messie, ses complices. Elle est blonde aux yeux bleus et Jimmy tombe amoureux d'elle.

## Distribution
- Hélène Bizot : Eizan Kaburagi
- Sophie Arthuys : Jimmy B.
- Émilie Rault : Okuni Dohan
- Pierre Baton : le principal de Shuriken, Zumichito
- Patricia Legrand : Ami Saeki
- Sauvane Delanoë : Daisuke Togakame, Marcos Gonsales
- Isabelle Volpé : Jacques Morimura
- Stéphanie Lafforgue : Choki
- Ariane Aggiage : Kita Shunai, Nobunaga
- Bruno Magne : Vladimir « Vlad » Keitawa
- Denis Laustriat : Kubo Utamaro
- Philippe Valmont : Tetsuo Matsura
- Jean-Claude Donda : Naginata, Yota Suguimura, la femme de ménage
- Brigitte Lecordier : les jumeaux Kimura
- Benjamin Pascal : Bruce Chang
- Pascal Massix : le principal de Katana
- Nathalie Bienaimé : Kazumi

- Version originale
  - Studio d'enregistrement : Ramsès 2[15]
  - Direction artistique : Marie-Christine Chevalier

 Source et légende : version française (VF) sur RS Doublage

## Produits dérivés

### DVD
| Intitulé du coffret                                    | Nombre d'épisodes  | Support | Nombre de disques | Dates de sortie    | Éditeur | Distributeur     |
| ------------------------------------------------------ | ------------------ | ------- | ----------------- | ------------------ | ------- | ---------------- |
| Shuriken School - Volume 1 : Un voleur à dormir debout | 5 (épisodes 1-5)   | DVD     | 1                 | 28 novembre 2007,  | Citel   | Fox Pathé Europa |
| Shuriken School - Volume 2 : Maudit labyrinthe         | 4 (épisodes 6-9)   | DVD     | 1                 | 19 mars 2008       | Citel   | Fox Pathé Europa |
| Shuriken School - Volume 3 : Super ninja               | 4 (épisodes 10-13) | DVD     | 1                 | 21 mai 2008        | Citel   | Fox Pathé Europa |
| Shuriken School - L'intégrale                          | 26                 | DVD     | 6                 | 1er septembre 2010 | Citel   | Fox Pathé Europa |

### Film
Shuriken School, le film est un long métrage de 75 minutes sorti directement en double-DVD le 26 septembre 2007. Il a été édité par Citel Vidéo et distribué par Fox Pathé Europe.

### Jeu vidéo
Un jeu vidéo action et aventure en 3D inspiré de la série aurait été présenté à l'E3 2005 pour une sortie annoncée en 2007 sur consoles PlayStation 2, Xbox et PC,,,. Toutefois, il n'existe aucune trace du jeu ni aucune nouvelle, laissant à penser que le jeu a été annulé.
Cependant un jeu de combat Shuriken School fait avec Flash a existé.

### Romans
La Bibliothèque rose a édité une série de huit romans entre 2007 et 2009 :
- Les tongs sacrées ont disparu, paru le 11 avril 2007[26];
- L'art ninja de la disparition, paru le 9 mai 2007[27];
- Ninja gagnant !, paru le 22 août 2007[28];
- L'ombre d'Ezan, paru le 10 octobre 2007[29];
- Le secret de Jimmy, paru le 5 mars 2008[30];
- Ras le pompon, paru le 14 mai 2008[31];
- Super ninja, paru le 20 août 2008[32];
- Ninjas contre démon, paru le 21 janvier 2009[33].

### Bandes dessinées
Les éditions Du Caméléon ont édité une série de deux bandes dessinées en 2007 :
- La nuit du dragon, paru le 4 octobre 2007[34] ;
- Jimmy le tigre, paru également le 4 octobre 2007[35].

### Guide
Shuriken School, le guide, paru le 9 avril 2008 et édité par Toucan jeunesse, il propose de découvrir tous les secrets de Shuriken School.

## Accueil
L'organisation américaine Common Sense Media accueille de manière positive la série expliquant que « les parents ont besoin de savoir que ce cartoon montre des personnages de divers horizons raciaux et socio-économiques qui se traitent mutuellement avec respect. » Le New York Times décrit la série comme telle « : [il y a] un Jacques Cousteau, un Dalaï-lama miniature et, pour des raisons qu'on ignore encore, un cochon qui joue de la trompette. On a un concours de ninjas (dans un centre commercial !), et croyez-le ou non, l'important c'est de gagner, même si on connait le mot de la fin. Peut-être que ce sont ces têtes rondes ; tout le monde aime les bébés. Shuriken fait chaud au cœur, même les boulettes de riz ont l'air de sourire. »